# عمر آخته
عمر آخته (انگلیسی: Omar Ajete؛ زادهٔ ۳۱ ژوئیه ۱۹۶۵) بازیکن بیس‌بال اهل کوبا بود.